# Louis Rosen

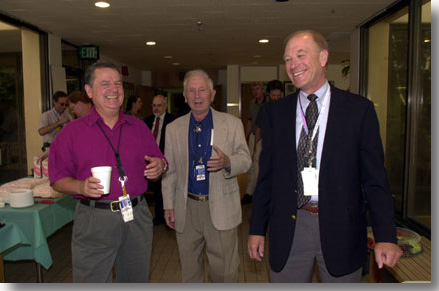
John C. Browne, Louis Rosen und Paul Lisowski im Jahre 2002

Louis Rosen (* 10. Juni 1918 in New York City; † 15. August 2009 in Albuquerque) war ein US-amerikanischer Kernphysiker.
Rosen erhielt den Bachelor und Master an der University of Alabama und den Doktor für Physik an der Pennsylvania State University. Während des Zweiten Weltkriegs arbeitete er am Manhattan-Projekt am Los Alamos National Laboratory mit. Rosen blieb, im Gegensatz zu den allermeisten Kollegen, auch nach dem Bau der Atombombe dort und arbeitete bis zwei Tage vor seinem Tod im gleichen Institut. Er war wesentlich am Bau der Los Alamos Meson Physics Facility (LAMPF) (seit 1995 Los Alamos Neutron Science Center) und deren Linearbeschleuniger beteiligt. Sie diente der Erzeugung von Pionen und war bei der Eröffnung (1972) der stärkste Linearbeschleuniger der Welt (mit 800 MeV). Rosen bezeichnete den Beschleuniger seinerzeit als eine wichtige Brücke zwischen subnuklearer und nuklearer Physik.

## Auszeichnungen
- 1963 Ernest Orlando Lawrence Award
- Guggenheim Fellowship
- Los Alamos National Laboratory medal